# Manifest futuryzmu
Manifest futuryzmu – manifest programowy włoskich futurystów. Został wydrukowany w nakładzie kilku tysięcy i przesłany do artystów oraz gazet. Ogłoszony ok. miesiąc później, 20 lutego 1909 roku, przez Filippo Tommaso Marinettiego na łamach paryskiego dziennika „Le Figaro”, na pierwszej stronie tej gazety. Stanowi pierwsze oficjalne wystąpienie twórców tego ruchu artystycznego.
Poza głównym, ukazały się też manifesty (współautorzy: Umberto Boccioni, Carlo Carrà, Luigi Russolo i Gino Severini):
- Manifest malarzy futurystycznych został opracowany 11 lutego 1910 w formie ulotki i zaprezentowany 8 marca 1910[1], autorami byli: Umberto Boccioni, Carlo Carrà, Luigi Russolo, Giacomo Balla i Gino Severini[1]
- techniki malarstwa futurystycznego (kwiecień 1910), na podstawie tez Boccioniego[3]
- muzyki futurystycznej (styczeń – marzec 1911)
- rzeźby futurystycznej (kwiecień 1912), jedynym autorem był Boccioni[3]
- literatury futurystycznej (kwiecień – maj 1912)
- kobiety futurystycznej (1912) autorstwa Valentine de Saint-Point[4]
- architektury futurystycznej (1913-1914, autorstwa Boccioniego, odrzucony przez innych futurystów)[3]
- filmu futurystycznego (1916)[5]